# IC 3155
IC 3155 ist eine linsenförmige Galaxie vom Hubble-Typ S0 im Sternbild Jungfrau auf der Ekliptik. Sie ist schätzungsweise 99 Millionen Lichtjahre von der Milchstraße entfernt und hat einen Durchmesser von etwa 35.000 Lichtjahren. Gemeinsam mit NGC 4269 bildet sie das Galaxienpaar Holm 365. Unter der Katalogbezeichnung VCC 366 wird sie als Mitglied des Virgo-Galaxienhaufens aufgeführt.

Im selben Himmelsareal befinden sich u. a. die Galaxien NGC 4260, NGC 4261, NGC 4264, IC 3136.
Das Objekt wurde im Juni 1865 von Auguste Voigt entdeckt.